# Derrame de petróleo

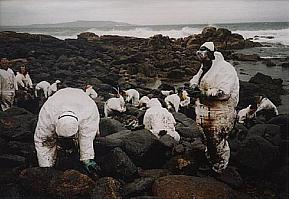
Tareas de limpieza del derrame de petróleo provocado por el buque Prestige.

Un derrame de petróleo o marea negra es un vertido de hidrocarburo que se produce debido a un accidente o práctica inadecuada que contamina el medio ambiente, especialmente el mar. Estos derrames afectan todo el ecosistema donde se produce el evento a lo cual perjudica gravemente la vida marina y la pesca, así como a las costas con efectos que pueden llegar a ser muy persistentes en el tiempo.
Los derrames de petróleo penetran en la estructura del plumaje de las aves y el pelaje de los mamíferos, reduciendo su capacidad aislante y haciéndolos más vulnerables a las fluctuaciones de temperatura y mucho menos flotantes en el agua. La limpieza y recuperación de un derrame de petróleo es difícil y depende de muchos factores, incluido el tipo de petróleo derramado, la temperatura del agua (que afecta la evaporación y la biodegradación) y los tipos de costas y playas involucradas. Los derrames pueden tardar semanas, meses o incluso años en limpiarse. Los derrames de petróleo pueden tener consecuencias desastrosas para la sociedad; económica, ambiental y socialmente. Como resultado, los accidentes de derrames de petróleo han provocado una intensa atención de los medios y un alboroto político, reuniendo a muchos en una lucha política sobre la respuesta del gobierno a los derrames de petróleo y qué acciones pueden evitar mejor que sucedan.

## Consecuencias
La mayoría de los desastres petrolíferos pasan en el mar, sobre todo cerca de las costas donde los ecosistemas son más diversos y llenos de millares de diferentes especies.
Los peces pueden incorporar contaminantes orgánicos persistentes y los depredadores que los consumen transmiten el envenenamiento petrolero de un animal a otro por la cadena alimenticia, poniendo en riesgo incluso la seguridad en la alimentación humana.
Las aves son de las especies más vulnerables, estas se quedan en la playa para no herirse aún más y terminan muriendo de frío o de hambre.[cita requerida]
Cuando ha habido un derrame de petróleo, la superficie del mar queda con una capa oscura, la cual obstruye el paso de la luz y como consecuencia afecta el proceso de la fotosíntesis de muchos de los organismos primarios, y de allí también se afecta el resto de la cadena trófica de los ecosistemas.
El petróleo queda impregnado en los sedimentos de las costas y el suelo queda con la misma capa donde afecta también los organismos que allí viven. El ecosistema costero no se puede regenerar ya que esta película de hidrocarburo impide el crecimiento de nuevas plantas.{cr}}
Las playas a las cuales llega esta contaminación son forzadas a cerrar debido a que es una amenaza para la salud pública el contacto con la piel.
Económicamente, las mareas de petróleo dejan sin trabajo a miles de marineros y mariscadores, y el mar presenta una variedad de cambios intrínsecos además de los que se pueden ver, pues también son afectadas sus propiedades físicas y químicas.
Meteorización, así es llamado el proceso al que da lugar un derrame de este tipo y que tiene una duración indefinida.[cita requerida] Este proceso puede cambiar las características del hidrocarburo tal como su composición química así como también las condiciones meteorológicas del lugar, es decir la temperatura y el estado del mar.

## Limpieza y recuperación

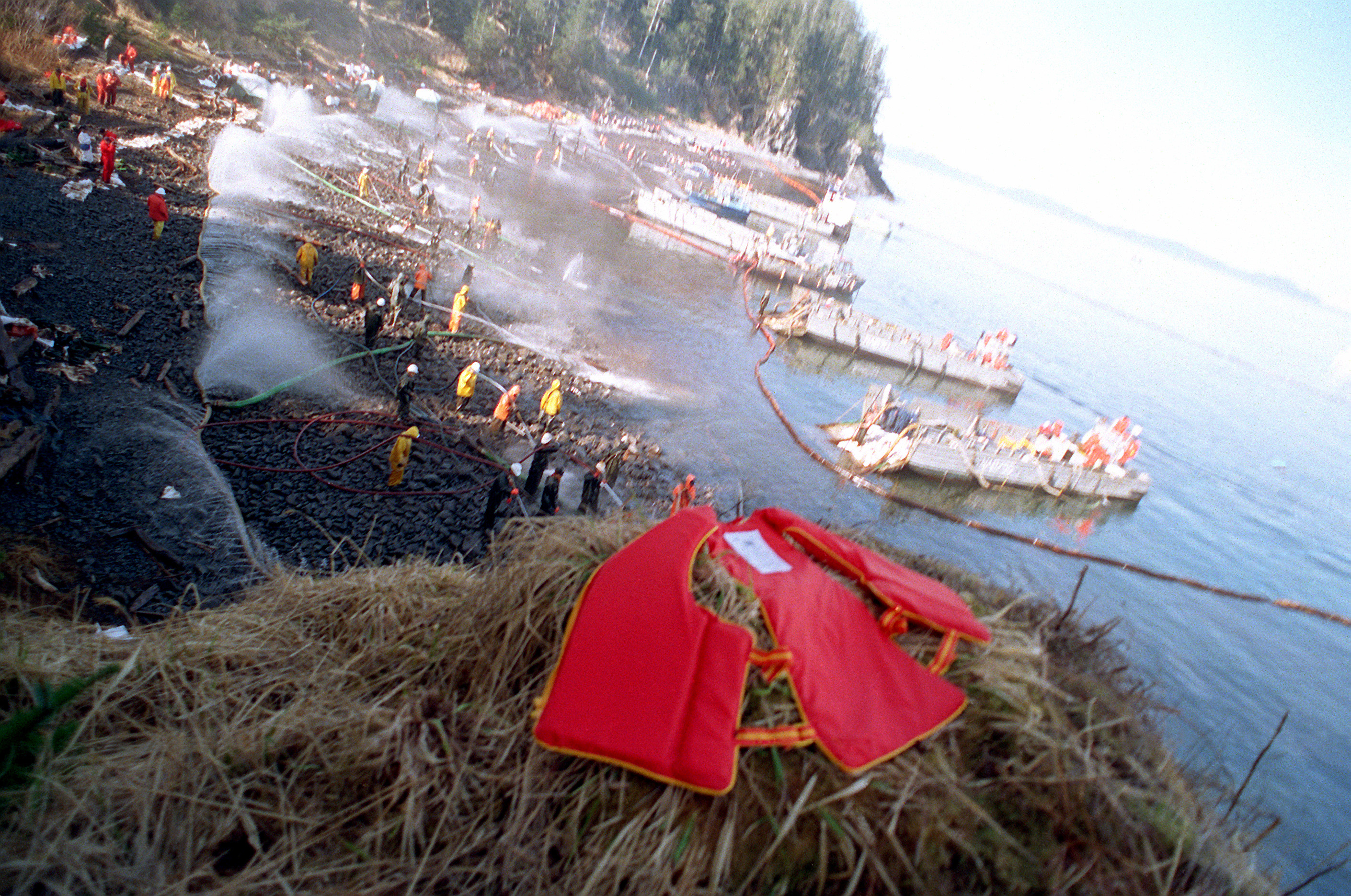
Esfuerzos de limpieza tras el derrame del Exxon Valdez. Se puede ver una barrera de contención roja.

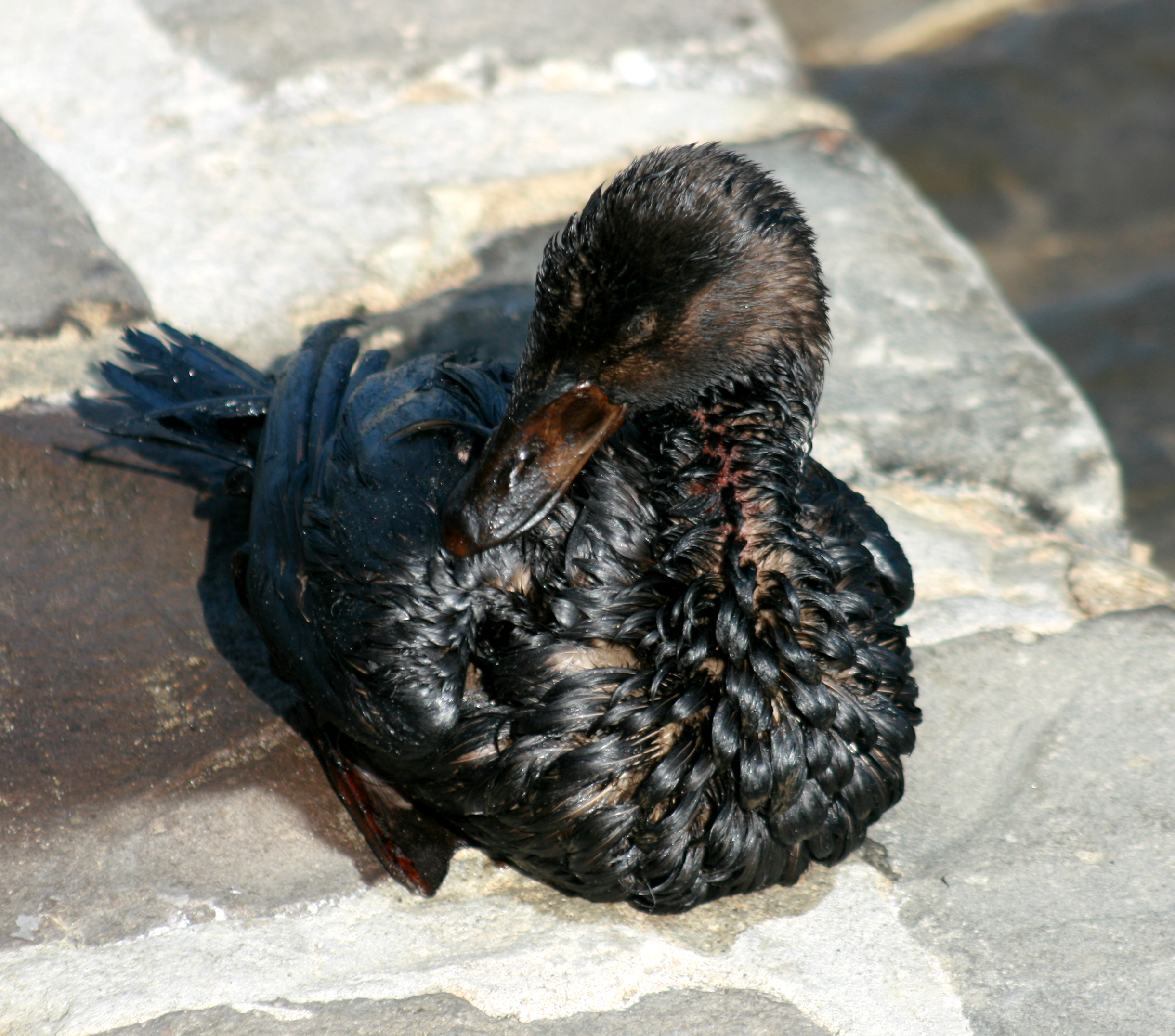
Pato cubierto de petróleo, por el derrame de la bahía de San Francisco en 2007.

Cuando sucede un derrame de petróleo se tiene que actuar rápidamente, ya que aunque el daño ya es irreversible se puede contrarrestar su propagación y recuperar parte del hidrocarburo perdido.
El método óptimo es retirar la contaminación del agua, pero casi nunca es posible pues las condiciones no siempre lo permiten.
Se usan diferentes mecanismos para intentar sacar lo más posible del hidrocarburo. Se usan desde medios mecánicos hasta prácticas con otros químicos que permiten degradar el agente más rápido de lo normal. Usualmente en las playas también se usa un método de absorción que atrapa la sustancia como una esponja, aunque no es muy eficaz.
Después de tratado el derrame, los ecosistemas afectados demoran un tiempo en recuperarse, que depende de cuánto crudo se diseminó y también de la dinámica de las especies para reproducirse y adaptarse al contaminante. En otras ocasiones los entornos se recuperan lentamente hasta que el nivel de toxicidad baja y los organismos resurgen de nuevo. En las playas se reúnen grupos de voluntariado y agentes del gobierno para hacer limpiezas con palas y a mano.
Cuando ocurre en alta mar, el mar está calmado y hay poco viento, se puede quemar el aceite. A veces se utilizan detergentes para dispersar o deshacer el contaminante, y microorganismos (biorremediación).
Un accidente de este tipo fue el derrame de la nave Exxon Valdez en la costa de Alaska en los Estados Unidos en 1989. El hábitat todavía se está recuperando hoy día.

### Derrame de petróleo con gran incidencia en la fauna y la flora
Por su enorme volumen o por su localización, algunos derrames han causado enormes daños en los ecosistemas marinos, costeros y terrestres.

#### Derrames de petróleo en mares y océanos
El 20 de abril de 2010 se produjo la explosión y el incendio de la plataforma petrolífera Deepwater Horizon que se hundió el 22 de abril de 2010 provocando un derrame de petróleo incontrolado en el golfo de México que causó enormes daños de complicada y lenta reaparición.
Derrames como el del Exxon Valdez y el Prestige, este último ocurrido el 19 de noviembre de 2002 y que afectó a las costas de Galicia, Asturias, Cantabria, País Vasco e incluso algunas zonas de costa francesa han causado enormes daños al hábitat de las zonas afectadas.

#### Derrame de petróleo en agua dulce
El derrame de petróleo más grande de la historia en agua dulce fue causado por un buque de Shell, en Magdalena en la provincia de Buenos Aires, Argentina, el 11 de febrero de 1999, contaminando no sólo el agua, sino la flora y la fauna. La empresa SHELL CAPSA derramó más de 5.400.000 litros de hidrocarburo en las aguas del Río de la Plata, cuando su buque Estrella Pampeana chocó con el Sea Paraná. Dos días después del impacto el petróleo llegó a las costas de Magdalena, cubriendo una extensión de 30 KM de costa, (desde la localidad de Berisso a Punta Indio), el petróleo entró en la desembocadura de arroyos y humedales, hasta 2 KM a dentro. Los ecosistemas se vieron seriamente afectados y pobladores de la zona indican que también hubo contaminación de napas. 

En 2002 el municipio de Magdalena presentó a una demanda por casi 35 millones de dólares, a la empresa Shell por daños ecológicos en las costas y aguas del distrito. A cambio del cierre de la causa y desconocer su responsabilidad, Shell ofreció casi 10 millones de dólares y ayuda al desarrollo de Magdalena, este convenio se llevó a un plebiscito el 24 de mayo de 2009, en el que votó el pueblo y se aprobó el convenio con Shell, lo que luego trajo conflictos entre la empresa y el país.

## Los mayores derrames de petróleo de la historia
Se indican los mayores derrames de petróleo en toneladas, la mayoría son accidentes de barcos petroleros y plataformas petrolíferas:
| Derrame Barco - plataforma Banderas Propiedad - Astilleros | Área / Lugar del derrame                        | País del derrame             | Fecha de inicio del derrame            | Derrame (en toneladas) | Notas                                                   |
| ---------------------------------------------------------- | ----------------------------------------------- | ---------------------------- | -------------------------------------- | ---------------------- | ------------------------------------------------------- |
| Guerra del Golfo                                           | Golfo Pérsico                                   | Kuwait, Arabia Saudita, Irak | 23 de enero de 1991                    | 150 000-1 770 000      | [ 11 ] [ 12 ] [ 13 ]                                    |
| Deepwater Horizon                                          | Golfo de México                                 | Estados Unidos               | 20 de abril de 2010                    | 298.000 594.000 +      | [ 14 ] [ 15 ] [ 16 ] [ 17 ] [ 18 ] [ 19 ] [ 20 ] [ 21 ] |
| Ixtoc I                                                    | Golfo de México                                 | México                       | 3 de junio de 1979 23 de marzo de 1980 | 530 300                | [ 22 ] [ 23 ] [ 24 ]                                    |
| Atlantic Empress - Aegean Captain                          | Colisión en el mar Caribe                       | Trinidad y Tobago            | 19 de julio de 1979                    | 287 000                | [ 25 ] [ 26 ] [ 27 ]                                    |
| Fergana Valley                                             | Uzbekistán                                      | Uzbekistán                   | 2 de marzo de 1992                     | 285 000                | [ 13 ]                                                  |
| Nowruz (plataforma)                                        | Nowruz (campo petrolífero), Golfo Pérsico       | Irán                         | 4 de febrero de 1983                   | 260 000                | [ 28 ]                                                  |
| ABT Summer                                                 | Océano Atlántico a 1.300 km de la costa         | Angola                       | 28 de mayo de 1991                     | 260 000                | [ 25 ]                                                  |
| Castillo de Bellver                                        | Bahía de Saldanha                               | Sudáfrica                    | 6 de agosto de 1983                    | 252 000                | [ 29 ] [ 25 ]                                           |
| Amoco Cádiz                                                | Bretaña, Francia                                | Francia                      | 16 de marzo de 1978                    | 223 000                | [ 13 ] [ 25 ] [ 30 ] [ 31 ]                             |
| MT Haven                                                   | Mar Mediterráneo cerca de Génova                | Italia                       | 11 de abril de 1991                    | 144 000                | [ 25 ]                                                  |
| Odyssey                                                    | A 1.300 km de Nueva Escocia                     | Canadá                       | 10 de noviembre de 1988                | 132 000                | [ 25 ]                                                  |
| Torrey Canyon                                              | Islas Sorlingas - Cornualles                    | Reino Unido                  | 18 de marzo de 1967                    | 121 000                | [ 13 ] [ 25 ]                                           |
| Sea Star                                                   | Golfo de Omán                                   | Omán                         | 19 de diciembre de 1972                | 115 000                | [ 13 ] [ 25 ]                                           |
| Morris J. Berman                                           | Puerto Rico                                     | Estados Unidos, Puerto Rico  | 7 de enero de 1994                     | 109 000                | [ 32 ]                                                  |
| Hawaiian Patriot                                           | 300 millas náuticas (600 km) de Honolulú, Hawái | Estados Unidos               | 26 de febrero de 1977                  | 101 000                | [ 13 ] [ 25 ]                                           |
| Irenes Serenade                                            | Mar Mediterráneo - Pilos                        | Grecia                       | 1980                                   | 100 000                | [ 25 ]                                                  |
| Urquiola                                                   | La Coruña                                       | España                       | 12 de mayo de 1976                     | 100 000                | [ 25 ]                                                  |
| MT Independenta                                            | Bósforo                                         | Turquía                      | 15 de noviembre de 1979                | 95 000                 | [ 25 ]                                                  |
| Jakob Maersk                                               | Oporto                                          | Portugal                     | 29 de enero de 1975                    | 88 000                 | [ 25 ]                                                  |
| Braer                                                      | Shetland                                        | Reino Unido                  | 5 de enero de 1993                     | 85 000                 | [ 25 ]                                                  |
| Ekodisk Bravo                                              | Ekofisk (campo petrolífero), Mar del Norte      | Noruega                      | 22 de abril de 1977                    | 81 000                 | [ 33 ]                                                  |
| Greenpoint                                                 | Newtown Creek, Greenpoint, Brooklyn, Nueva York | Estados Unidos               | Décadas de 1940 y 1950                 | 76 300                 | [ 34 ]                                                  |
| Khark 5                                                    | A 193.12 km de las costas de Marruecos          | Marruecos                    | 1989                                   | 75 000                 | [ 13 ] [ 25 ]                                           |
| Mar Egeo                                                   | La Coruña                                       | España                       | 3 de diciembre de 1992                 | 74 000                 | [ 25 ]                                                  |
| Katina P                                                   | Maputo                                          | Mozambique                   | 1992                                   | 72 000                 | [ 25 ]                                                  |
| Nova                                                       | Charag, Golfo de Irán                           | Irán                         | 1985                                   | 70 000                 | [ 25 ]                                                  |
| Betelgeuse                                                 | Bantry Bay                                      | Irlanda                      | 8 de enero de 1979                     | 64 000                 | [ 35 ]                                                  |
| Prestige                                                   | Costa de la Muerte, Galicia                     | España                       | 13 de noviembre de 2002                | 63 000                 | [ 36 ] [ 25 ] [ 37 ]                                    |
| Exxon Valdez                                               | Prince William Sound, Alaska                    | Estados Unidos               | 24 de marzo de 1989                    | 37 000                 | [ 25 ] [ 38 ]                                           |
| Erika                                                      | Golfo de Vizcaya                                | Francia                      | 12 de diciembre de 1999                | 20 000                 | [ 12 ] [ 13 ]                                           |
| Bandera de Nigeria                                         | Delta Niger                                     | Nigeria                      | 2010                                   | 14 000                 | [ 39 ]                                                  |